# Dautphe (plaats)
Dautphe is de hoofdplaats van de gemeente Dautphetal in de Duitse deelstaat Hessen.

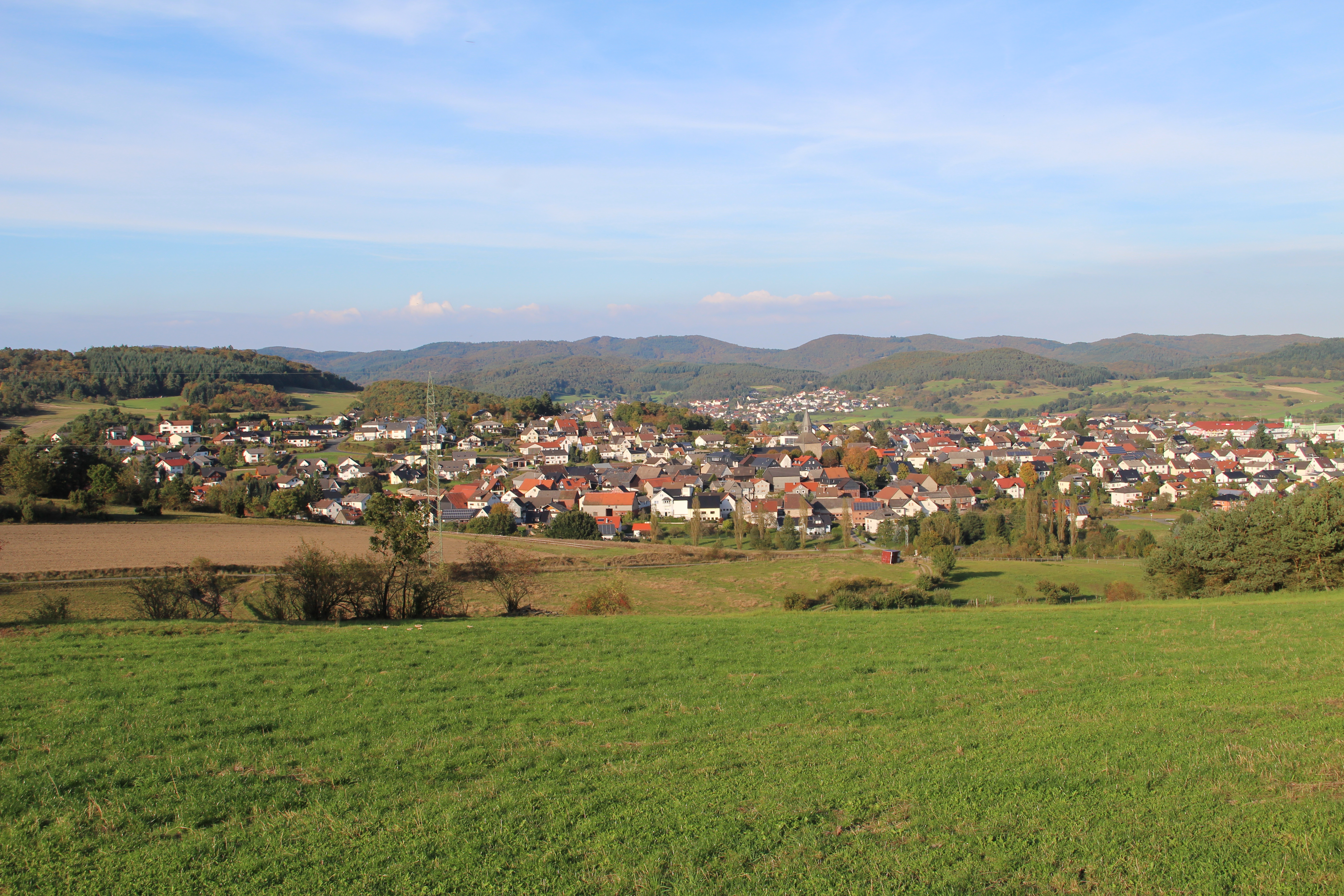
Dautphe gezien vanuit het zuidwesten

Allendorf · Buchenau · Damshausen · Dautphe · Elmshausen · Friedensdorf · Herzhausen · Holzhausen · Hommertshausen · Mornshausen · Silberg · Wolfgruben